# Landsvägatjärnen (Arvidsjaurs socken, Lappland, 726104-164248)
Landsvägatjärnen är en sjö i Arvidsjaurs kommun i Lappland och ingår i Skellefteälvens huvudavrinningsområde.